# Turma

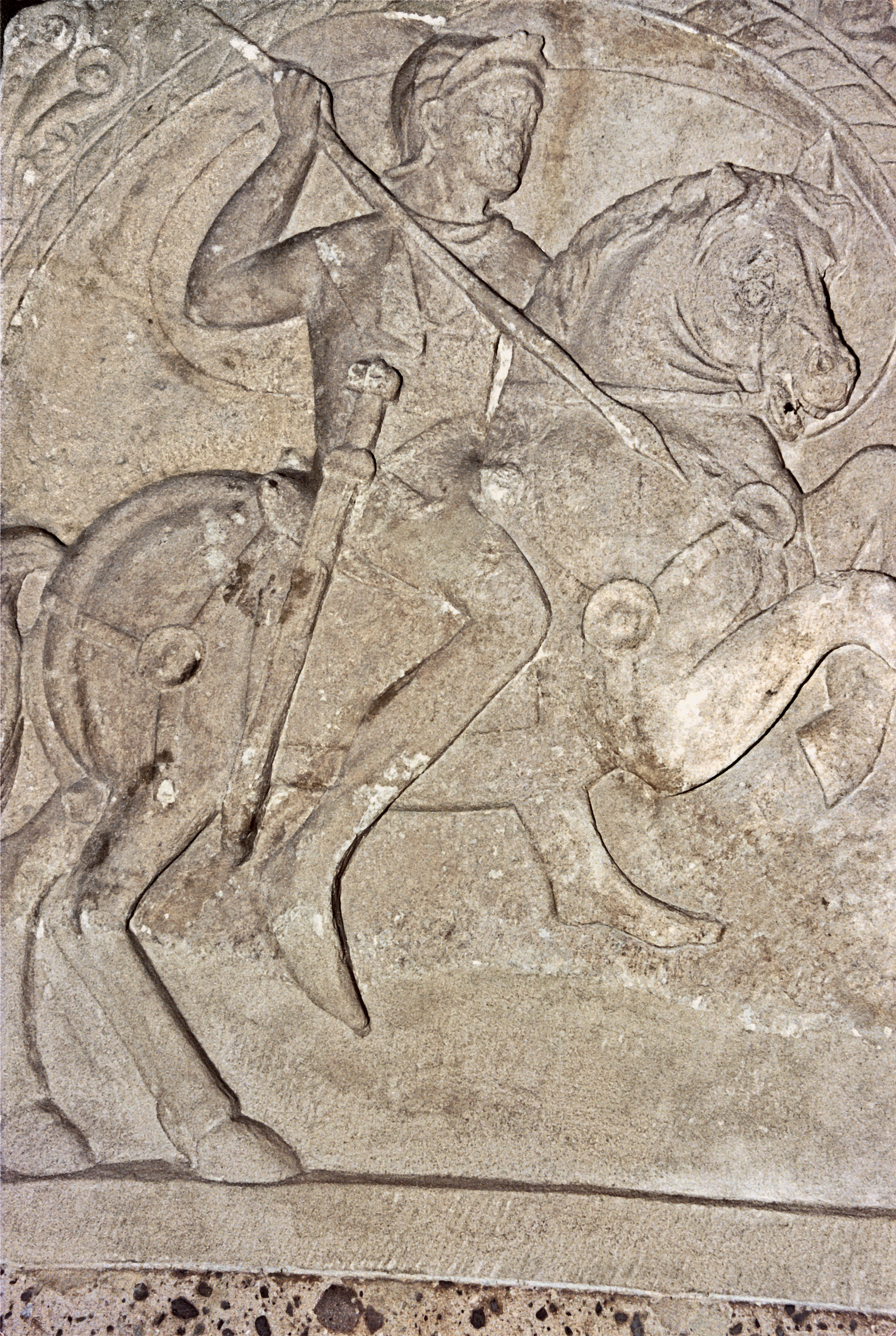
Ein römischer Reiter auf einem Grabmal aus flavischer Zeit

Eine Turma (lateinisch „Schwarm“; Plural turmae) war im antiken Rom die kleinste taktische Einheit der Reiterei.

## Etymologie
Der Name turma ist verwandt mit dem lateinischen Substantiv turba, was  Getümmel/Gedränge oder Tumult/Lärm und im übertragenen Sinne Schwarm, Menge oder Schar bedeutet.

## Rom
Sie entstand bereits in der Römischen Republik und bestand zunächst aus 30, später 33 Reitern unter dem Kommando eines Decurio. Ihr Feldzeichen war vermutlich ein Vexillum. Einer Legion waren in der Frühzeit zehn turmae zugeteilt.
In der Kaiserzeit bestand die jeder Legion direkt unterstehende Reiterei aus vier Turma, die vor allem der Aufklärung und Befehlsübermittlung dienten. Die Ala genannten separaten Reitereinheiten gehörten in dieser Zeit den sogenannten Auxiliartruppen an und hatten 16 Turmae mit je 30/33 Reitern (ala quingenaria, nominell 500 Mann stark) oder 24 Turmae mit je 40 Reitern (ala milliaria, nominell 1000 Mann).
In der Spätantike wurde als Turma offenbar die Reitereinheiten verschiedener Größen bezeichnet, da Mannschaftsstärken bis 500 Mann belegt waren.

## Byzanz
Das Tourma oder Turma bezeichnet eine Verwaltungseinheit  im Byzantinischen Reich. Jedes Thema war typischerweise in 2–3 Tourma unterteilt, die wiederum in mehrere Droungoi und Banda gegliedert waren. Abhängig von der Größe des Themas konnte ein Tourma bis zu 5.000 Mann umfassen. Der Befehlshaber eines Tourma wurde als Tourmarch bezeichnet.
Zwar wird in den Taktika Leos VI. erklärt, dass der alte Begriff Meros durch den Begriff Tourma ersetzt wurde, dennoch behielt der Autor den Begriff zur Bezeichnung der taktischen Einheit bei.